# Хабува
Хабува (от болг. ху́баво — хорошо, красиво), также аненайка, тирирем (от греч. τεριρέμ), нинена — особые мелодически пропеваемые вставки в церковные клиросные песнопения, являющиеся подражанием греческим кратимам.
Первоначально хабува сокращённо писалась на полях нотных книг, однако уже к началу XV века она уже выписывалась полностью, а к концу XV — началу XVI века полностью вносилась в текст песнопений и пелась вместе с ним, с целью придания большей протяжённости и торжественности церковному напеву.
Хабува появилась как подражание греческим кратимам в XVII веке, после увеличения контактов русских и греков по церковным делам. Но так как кратимы не имели для русских церковных певцов никакого смысла, кроме подражания, хабувы вскоре стали искажать смысл песнопений так сильно, что вскоре возникла необходимость править испорченный текст.

## В настоящее время
В настоящее время песнопение с хабувой можно встретить у старообрядцев. Пример пропева «В память вечную будет праведник…» с хабувой:

Во памя а хабува аха те, хе хе бе вее вечную охо бу буве…